# 2021年の気象・地象・天象
2021年の気象・地象・天象（2021ねんのきしょう・ちしょう・てんしょう）では、2021年の気象・地象・天象に関する出来事について記述する。
2020年の気象・地象・天象 - 2021年の気象・地象・天象 - 2022年の気象・地象・天象

## 気象

### 2月
- 2月21日 - 栃木県足利市で森林火災が発生し、12日後の3月1日に鎮圧[2]。

### 3月
- 3月18日 - オーストラリア南東部ニューサウスウェールズ州で豪雨が発生し、1万8000人に避難命令[3]。

### 5月
- 5月1日 - 静岡県牧之原市で竜巻が発生し、97棟が被害[4]。
- 5月16日 - 気象庁が近畿および東海地方の梅雨入りを発表、いずれも平年より21日も早く、1951年の統計開始以降で近畿では1番早く、東海では2番目に早い[5]。
- 5月19日 - 気象庁が使用する平年値が10年ぶりに更新され、それまでの1981年から2010年の30年の観測値による平年値から、1991年から2020年までの30年間対象になり、この日から使用開始[6]。

### 6月
- 6月1日頃 - ニジェールの首都ニアメを中心に豪雨が約3ヶ月続き、少なくとも54人が死亡[7]。
- 6月4日 - スリランカの夏季モンスーンに伴う豪雨により、17人が死亡[8]。
- 6月28日 - 2021年の北アメリカの熱波が発生し、カナダ・ブリティッシュコロンビア州リットンで気温49.5度を記録、国内最高気温記録を3日連続で更新（従来の記録は1937年の45.0度）[9]。

### 7月
- 7月3日 - 静岡県熱海市で大規模な土砂災害が発生し、26人が死亡。
- 7月14日 - ドイツ西部やベルギーを中心にヨーロッパの広範囲で、大規模な洪水が発生。100人以上が死亡[10]。
- 7月17日 - 中国河南省で豪雨が発生し、302人が死亡[11]。
- 7月18日 - インド西部マハーラーシュトラ州ムンバイを中心に豪雨が発生し、44人が死亡[12]。
- 7月25日 - インド西部マハーラーシュトラ州で豪雨が発生し、少なくとも159人が死亡[13]。
- 7月28日 - アフガニスタン東部ヌーリスターン州で豪雨が発生し、113人が死亡[14]。

### 8月
- 8月11日 - トルコアンカラ郊外の黒海沿岸で豪雨が発生し、55人が死亡[15]。
- 8月11日 - イタリアシチリア島シラクサで気温48.8度を記録[16]。
- 8月11日以降、日本各地で記録的な豪雨が発生。
- 8月21日 - テネシー州ハンフリーズ郡で豪雨が発生し、少なくとも21人が死亡[17]。

### 9月
- 9月7日 - 令和3年台風第14号が統計史上初めて福岡県に上陸。

### 10月
- 10月19日 - ネパールとインド北東部で豪雨が発生し、116人が死亡[18]。
- 10月20日 - 阿蘇山が噴火[19]。

### 12月
- 12月10日 - ケンタッキー州で竜巻が多発し、70人以上が死亡
- 12月14日 - 世界気象機関は、2020年6月20日にロシアのシベリア北部の町ベルホヤンスクで記録された気温38.0度が、北極圏での観測史上最高の気温だったと認定。同日、AP通信がこのニュースを報じた[20][21]。
- 12月16日 - 令和3年台風第22号がフィリピン南部のシアルガオ島に上陸[22]後、西南西の島々へ通過し、少なくとも375人が死亡した[23]。

## 地象

### 1月
- 1月15日 - インドネシア・スラウェシ島西部で未明にマグニチュード6.2の地震が発生し少なくとも34人が死亡[24]。

### 2月
- 2月13日 - 福島県沖地震 (2021年)が発生、東北地方太平洋沖地震の余震としては2011年5月以降初めて震度6強を観測[25]。

### 3月
- 3月5日 - ニュージーランド北東部のケルマディック諸島でマグニチュード8.1の地震が発生、死傷者なし[26]。
- 3月20日 - M6.9の宮城県沖地震 (2021年3月)が発生。宮城県で最大震度5強。

### 4月
- 4月10日 - インドネシアジャワ島東部でマグニチュード6.0の地震が発生し、少なくとも7人が死亡[27]。

### 5月
- 5月21日 - 中国雲南省大理市で深夜にマグニチュード6.1の地震が発生し2人が死亡、翌22日未明に青海省西寧市でマグニチュード7.3の地震が発生し、2人が死亡[28]。
- 5月22日 - コンゴ民主共和国・ニーラゴンゴ山が噴火し、32人が死亡[29]。

### 7月
- 7月28日 - アラスカ州アラスカ半島のペリービル（英語版）付近でマグニチュード8.2の地震が発生、死傷者なし[30]。

### 8月
- 8月14日 - ハイチ西部のティブロン半島（英語版）でマグニチュード7.2の地震が発生し、2100人以上が死亡[31]。
- 8月15日 - 小笠原諸島の福徳岡ノ場の海底火山が噴火、新島を形成[32]。

### 9月
- 9月7日 - メキシコ南部ゲレーロ州アカプルコ付近でマグニチュード7.1の地震が発生し、少なくとも1人が死亡[33]。

### 10月
- 10月7日 - パキスタン南西部バローチスターン州で未明にマグニチュード5.9の地震が発生し、20人が死亡、100人以上が負傷[34]。
- 10月20日 - 阿蘇山が噴火[19]。

### 11月
- 11月28日 - ペルー北部のアマゾン熱帯雨林地域でマグニチュード7.5の地震が発生し、少なくとも10人が負傷[35]。

### 12月
- 12月4日 - インドネシアジャワ島のスメル山が噴火し、少なくとも34人が死亡、17人が行方不明[36]。

## 天象

### 5月
- 5月26日 - スーパームーンが皆既月食として観測された[37]。